# Antonio Martino

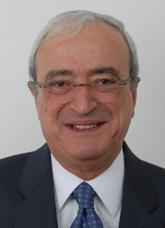
Antonio Martino (2008)

Antonio Martino (* 22. Dezember 1942 in Messina, Königreich Italien; † 5. März 2022 in Rom, Italien) war ein italienischer Politiker der Popolo della Libertà.

## Leben
Antonio Martino, Sohn des späteren Außenministers und Präsidenten des Europäischen Parlaments (1962–1964) Gaetano Martino, studierte Jura und legte 1965 sein Examen ab. Er war unter anderem von 1992 bis 2002 Professor für 'Economia politica' an der Universität LUISS in Rom.
Martino war einer der Mitbegründer von Forza Italia und wurde im März 1994 in das Abgeordnetenhaus gewählt. Er war Außenminister im Kabinett Berlusconi I und wurde 1996 und 2001 als Abgeordneter wiedergewählt. Von 2001 bis 2006 (Kabinett Berlusconi II und III) war er Verteidigungsminister.

## Ehrungen und Auszeichnungen
- 2002: Großes Goldenes Ehrenzeichen am Bande für Verdienste um die Republik Österreich[4]
- 2004: Ix-Xirka Ġieħ ir-Repubblika
- Drei-Sterne-Orden (Großoffizier)
- Orden des Infanten Dom Henrique (Großkreuz)
- Konstantinorden (Großkreuz)